# Peeblesshire
Le Peeblesshire (Siorrachd nam Pùballan en gaélique écossais), le comté de Peebles ou Tweeddale est un ancien comté d'Écosse. Sa principale ville est Peebles, et il côtoie le Midlothian au nord, le Selkirkshire à l'est, le Dumfriesshire au sud, et le Lanarkshire à l'ouest.
Après la réorganisation de l'administration locale écossaise en 1975, le nom de Peeblesshire n'est plus utilisé, et la région est administrée par le district de Tweeddale.
Le terme Peeblesshire est encore utilisé par les habitants locaux comme une part de leur identité, et on le retrouve régulièrement sur les adresses à la place de 'Tweedale' ou 'Scottish Borders'. Le journal local s'appelle le Peeblesshire News et le Peeblesshire couvre approximativement le territoire de la carte scolaire de la Peebles High School.